# Cambarus subterraneus
Cambarus subterraneus е вид ракообразно от семейство Cambaridae. Видът е критично застрашен от изчезване.

## Разпространение
Разпространен е в САЩ (Оклахома).